# Daniel Sobkova
Daniel Sobkova, né le 17 juillet 1985, est un footballeur autrichien évoluant actuellement au poste de milieu offensif au SC Austria Lustenau.

## Biographie
Le 30 mai 2013, il marque le but victorieux contre l'Austria Vienne en finale de la Coupe d'Autriche, alors que son équipe évolue pourtant en troisième division.
À la suite de cette victoire en Coupe nationale, il participe aux tours préliminaires de la Ligue Europa la saison suivante dont il marque l'unique but de son équipe.

## Palmarès
- Vainqueur de la Coupe d'Autriche en 2013 avec le FC Pasching